# Svenska dansbandsmästerskapen
Svenska dansbandsmästerskapen var en årlig musiktävling för dansband i Sverige, som anordnades i Sunne åren 1991-2003. Där röstade man fram en segrare, och tävlingens final anordnades i mitten av året. Dit gick de bästa från lokala deltävlingar.
Efter 2003 års tävling lades tävlingen ner, och 2003 års svenska mästare Gamblers från Mariestad har sedan dess räknats som regerande svenska dansbandsmästare.

## Slutsegrare
- 1991 - Carina Jaarneks, Ronneby 1991 var tävlingen ej officiell
- 1992 - Grönwalls, Hässleholm
- 1993 - Fernandoz, Torsby
- 1994 - Mats Bergmans, Nyköping
- 1995 - Martinez, Sundsvall
- 1996 - Boogart, Malå
- 1997 - Joyride, Stockholm
- 1998 - Casanovas, Vadstena
- 1999 - Sound Express, Mariestad
- 2000 - Expanders, Boden
- 2001 - Hjältarna, Södertälje
- 2002 - Zlips, Östersund
- 2003 - Gamblers, Mariestad

### Fotnoter
1. ↑  ”Kristianstadsbladet”. 18 december 2003. Arkiverad från originalet den 25 maj 2012. https://archive.is/20120525184724/http://www.kristianstadsbladet.se/incoming/article1162580/Dansbands-SM-staumllls-in.html. Läst 26 juni 2011.